# 4,4'-(ヘキサフルオロイソプロピリデン)ジフタル酸無水物
4,4'-(ヘキサフルオロイソプロピリデン)ジフタル酸無水物（英語: 4,4'-(hexafluoro isopropylidene)diphthalic anhydride, 6FDA）は、芳香族有機フッ素化合物で、4,4'-(ヘキサフルオロイソプロピリデン)ジフタル酸の二無水物である。融点は２４３〜２４７℃である。

## 合成
6FDAの原料はヘキサフルオロアセトンとo-キシレンである。フッ化水素を触媒として、4,4'-(ヘキサフルオロイソプロピリデン)ビス(o-キシレン)とする。これを過マンガン酸カリウムで酸化し、4,4'-(ヘキサフルオロイソプロピリデン)ジフタル酸とする。脱水すると二無水物の6FDAとなる。

## 応用
6FDAはフッ素化ポリイミド合成の際のモノマーとして使われる。これらは6FDAと、3,5-ジアミノ安息香酸または4,4'-ジアミノジフェニルスルフィドのような芳香族ジアミンとの重合で合成される。このようなフッ素化ポリイミドは、ガス透過性ポリマー膜の製造、マイクロエレクトロニクスや光学の分野ではポリマー製光学レンズ、OLEDs、高性能CMOS-コンタクトイメージセンサー(CISs)などの特殊用途に使われる。
これらのポリイミドは一般的な有機溶媒に溶けるため、製造や加工が容易である。吸水率が非常に低いため、特殊な光学用途に特に適している。